# Cheshire (condado de Berkshire)
Cheshire es un lugar designado por el censo ubicado en el condado de Berkshire en el estado estadounidense de Massachusetts. En el Censo de 2010 tenía una población de 514 habitantes y una densidad poblacional de 516,81 personas por km².

## Geografía
Cheshire se encuentra ubicado en las coordenadas 42°33′40″N 73°9′44″O / 42.56111, -73.16222. Según la Oficina del Censo de los Estados Unidos, Cheshire tiene una superficie total de 0.99 km², de la cual 0.99 km² corresponden a tierra firme y (0%) 0 km² es agua.

## Demografía
Según el censo de 2010, había 514 personas residiendo en Cheshire. La densidad de población era de 516,81 hab./km². De los 514 habitantes, Cheshire estaba compuesto por el 97.47% blancos, el 0.58% eran afroamericanos, el 0.19% eran amerindios, el 0.19% eran asiáticos, el 0% eran isleños del Pacífico, el 0.39% eran de otras razas y el 1.17% pertenecían a dos o más razas. Del total de la población el 0.19% eran hispanos o latinos de cualquier raza.